# Talaromyces emodensis
Talaromyces emodensis är en svampart som beskrevs av Udagawa 1993. Talaromyces emodensis ingår i släktet Talaromyces och familjen Trichocomaceae.   Inga underarter finns listade i Catalogue of Life.